# میشل کروز
میشل کروز (انگلیسی: Michelle Cruz؛ زادهٔ ۱۴ مهٔ ۱۹۹۲) بازیکن فوتبال اهل ایالات متحده آمریکا است.
از باشگاه‌هایی که در آن بازی کرده‌است می‌توان به باشگاه فوتبال رین اشاره کرد.
وی همچنین در تیم‌های ملی فوتبال Puerto Rico under-17 women's national football team و United States under-20 women's national soccer team بازی کرده‌است.